# Keith Robinson (Schauspieler)
Keith Robinson (auch Keith D. Robinson) (* 10. Januar 1976 in Kentucky) ist ein US-amerikanischer Schauspieler, der seit 2000 vor allem in TV-Serien zu sehen ist.

## Biografie
Robinson wurde in Kentucky geboren, aufgewachsen ist er jedoch in Evans einem Vorort von Augusta, später zog er nach Atlanta. Während des Besuchs der University of Georgia schloss Robinson einen Plattenvertrag mit Motown Records. Das Label veröffentlichte jedoch nie von ihm produziertes Material.

## Karriere
Robinson zog nach Los Angeles um sich dem Schauspiel zu widmen, er gewann eine Hauptrolle in der TV-Serie Power Rangers: Lightspeed Rescue. Als die Serie endete, erschien er in Filmen wie Fat Albert und Mimic 3: Sentinel sowie in den Fernsehserien American Dreams, Monk und Over There – Kommando Irak.
2006 erschien Robinson in der unterstützenden Rolle CC White in der Film-Adaption des Broadway-Musicals Dreamgirls. Der Film enthält das von ihm mitproduzierte Lied Family. Robinson und Obba Babatundé (porträtierte CC White in der Original-Broadway-Produktion von Dreamgirls) hatten beide wiederkehrende Rollen in der UPN-Serie Half & Half. Seit 2008 spielt Robinson die Rolle von Chester Grant in Canterbury’s Law.

## Filmografie (Auswahl)
- 2000: Power Rangers Lightspeed Rescue (Fernsehserie)
- 2001: Emergency Room – Die Notaufnahme (ER, Fernsehserie)
- 2003: Mimic 3: Sentinel
- 2003: New York Cops – NYPD Blue (NYPD Blue, Fernsehserie)
- 2003–2005: American Dreams (Fernsehserie)
- 2004: 30 Days Until I’m Famous – In 30 Tagen berühmt (30 Days Until I’m Famous, Fernsehfilm)
- 2005: Over There – Kommando Irak (Over There, Fernsehserie)
- 2005, 2009: Monk (Fernsehserie)
- 2006: Dreamgirls
- 2007: This Christmas
- 2010: Lie to Me (Fernsehserie)
- 2010: Das Leuchten der Stille (Dear John)
- 2012: The Glades (Fernsehserie)
- 2013: White Collar (Fernsehserie)
- 2014: Navy CIS (Fernsehserie)